# Giuseppe Ferrandino
Giuseppe Ferrandino (Ischia, 24 gennaio 1958) è uno scrittore e fumettista italiano.

## Biografia
Negli anni settanta s'iscrive alla facoltà di medicina dell'Università Federico II di Napoli, ma abbandona gli studi poco prima della laurea per intraprendere la professione di sceneggiatore di fumetti.
Collabora con importanti pubblicazioni come Orient Express, Nero, Lanciostory, Dylan Dog e Topolino e negli anni ottanta raggiunge l'apice della sua maturazione e fama, venendo considerato tra i più importanti sceneggiatori italiani di fumetti.
Nel 1993 con lo pseudonimo Nicola Calata pubblica il suo primo libro, Pericle il nero, presso la casa editrice Granata Press, ma il romanzo passa praticamente inosservato agli occhi del pubblico e della critica. Nel 1995 l'editore francese Gallimard ne acquista i diritti e lo pubblica nella collana Série noire, e l'opera diventa un caso editoriale dell'anno. L'inaspettato successo oltralpe convince l'italiana Adelphi a pubblicarlo nuovamente in Italia nel 1998, riscuotendo un grande favore dalla critica e dai lettori. Costruito come un noir statunitense secondo regole più cinematografiche che narrative, un misto tra il fumetto e gli hard boiled, il romanzo si distingue per linguaggio utilizzato nei dialoghi, un dialetto napoletano realistico, e per la caratterizzazione dei personaggi, in cui i toni del realismo e dell'amarezza si fondono con una nota di grottesco di evidente contaminazione pulp. Il regista Stefano Mordini ne ha curato la trasposizione cinematografica con l'attore Riccardo Scamarcio nel ruolo del protagonista. Il film ha concorso al festival di Cannes 2016 nella sezione Un certain regard.

## Opere

### Romanzi
- Pericle il Nero, Granata Press, 1993, poi Adelphi, 1998
- Il rispetto (ovvero Pino Pentecoste contro i guappi), Adelphi, 1999
- Lidia e i Turchi, Arnoldo Mondadori Editore, 1999
- Saverio del Nord Ovest, Bompiani, 2001
- Cento modi per salvarsi la vita con un pacchetto di sigarette senza fumarlo, Bompiani, 2001
- Spada, Arnoldo Mondadori Editore, 2007
- Rosmunda l'inglese, Arnoldo Mondadori Editore, 2008
- Onorato, Bompiani, 2017

### Fumetti

#### Lanciostory
- Un cavalier sul suo destriero, in Lanciostory n. 414, Editoriale Aurea (marzo 1983)
- Lupe, in Lanciostory n. 415, Eura Editoriale (marzo 1983)
- L'uomo che odiava le sciarpe, in Lanciostory n. 500, Eura Editoriale (novembre 1984)
- I due soldati, in Lanciostory n. 507, Eura Editoriale (dicembre 1984)
- Rifugio antiatomico, in Lanciostory n. 642, Editoriale Aurea (agosto 1987)
- Caldo, in Lanciostory n. 696, Eura Editoriale (agosto 1988)
- Bill, l'inutile, in Lanciostory n. 698, Eura Editoriale (agosto 1988)
- Dove tornare?, in Lanciostory n. 700, Eura Editoriale (settembre 1988)
- Qualcuno di troppo, in Lanciostory n. 733, Eura Editoriale (maggio 1989)
- Il venditore di sogni, in Lanciostory n. 602, 604, 606, 609, 612, 615, 618, 621, 624, 627, 630, 633, 636, 639, 771, 772, 773, 774, 775, 776, 777, 778, 79, 780, 781, Eura Editoriale (ottobre 1986-aprile 1990)
- Ali, in Lanciostory n. 665, 666, 668, 670, 673, 676, 679, 682, 685, 688, 691, 694, 697, 703, Eura Editoriale (gennaio 1988-ottobre 1988)
- Urik degli uomini, in Lanciostory n. 680, 681, 682, 683, 684, 685, 686, 688, 690, 691, 692, 693, Eura Editoriale (aprile 1988-luglio 1988)
- La foresta di Tenon I, in Lanciostory n. 561, 563, 565, 567, 569, 571, 573, 575, 577, 579, 581, 583, 585, Eura Editoriale (gennaio 1986-giugno 1986)
- La foresta di Tenon II, in Lanciostory n. 761, 762, 763, 764, 765, 766, 767, 768, 769, 770, Eura Editoriale (novembre 1989-gennaio 1990)

#### Orient Express
- Zampino, in Orient Express n. 13, 14, 17, 18, Edizioni L'isola Trovata (agosto 1983-febbraio 1984)
- L'Avana: Pomeriggio cubano, in Orient Express n. 15, Edizioni L'isola Trovata (ottobre 1983)
- Il colore del vento, in Orient Express n. 26, 27, 28, 29, Edizioni L'isola Trovata (novembre 1984-febbraio 1985)

#### Comic Art
- La città del non ritorno, in Comic Art n. 16, 17, 18, 19, Comic Art (novembre 1985-febbraio 1986)
- Shylock, in Comic Art n. 19, 20, 21, Comic Art (febbraio 1986-aprile 1986)
- La città degli uomini stanchi, in Comic Art n. 44, 45, Comic Art (maggio 1988-giugno 1988)
- Sera Torbara: Il volo degli dei, in Comic Art n. 29, 30, 31, 32, 33, 34, Comic Art (gennaio 1987-giugno 1987)
- Sera Torbara: Le lacrime di Giuda, in Comic Art n. 60, 61, 62, Comic Art (ottobre 1989-dicembre 1989)
- Sera Torbara: Barcarola, in Comic Art n. 66, Comic Art (maggio 1990)
- Sera Torbara: Gavotta, in Comic Art n. 88, Comic Art (febbraio 1992)
- Udo di Acquascura, in Comic Art n. 86, 87, 88, Comic Art (dicembre 1991-febbraio 1992)

#### Dylan Dog
- Vivono tra noi, in Dylan Dog n. 13, Sergio Bonelli Editore (ottobre 1987)
- Ti ho visto morire, in Dylan Dog n. 27, Sergio Bonelli Editore (dicembre 1988)
- Il Signore del Silenzio, in Dylan Dog n. 39, Sergio Bonelli Editore (dicembre 1989)

#### Skorpio
- Infiltrazione, in Skorpio n. 592, Eura Editoriale (giugno 1988)

#### Splatter
- Caffè, in Splatter n. 4, Acme Comics (ottobre 1989)
- Self-service, in Splatter n. 5, Acme Comics (novembre 1989)
- Concerto per musica pesante, in Splatter n. 7, Acme Comics (gennaio 1990)
- Fiabe scannate: Biancaneve, in Splatter n. 9, Acme Comics (marzo 1990)
- Fiabe scannate: Cappuccetto Rosso, in Splatter n. 10, Acme Comics (aprile 1990)
- Fiabe scannate: Pinocchio, in Splatter n. 11, Acme Comics (maggio 1990)
- Fiabe scannate: Cenerentola, in Splatter n. 12, Acme Comics (giugno 1990)
- Fiabe scannate: La piccola fiammiferaia, in Splatter n. 13, Acme Comics (luglio 1990)
- Fiabe scannate: Hansel e Gretel, in Splatter n. 14, Acme Comics (agosto 1990)
- Fiabe scannate: Peter Pan, in Splatter n. 15, Acme Comics (settembre 1990)
- Dolce, in Splatter n. 17, Acme Comics (novembre 1990)
- Lo strano caso del Dottor Martini, in Splatter n. 21, Acme Comics (marzo 1991)
- Stagioni, in Splatter n. 22, Acme Comics (aprile 1991)
- Alcide il profumato, in Splatter n. 23, Acme Comics (maggio 1991)

#### Nick Raider
- Colpo di scena, in Nick Raider n. 23, Sergio Bonelli Editore (aprile 1990)
- Una voce nel buio, in Nick Raider n. 27, Sergio Bonelli Editore (agosto 1990)
- Un nido di vipere, in Nick Raider n. 31, Sergio Bonelli Editore (dicembre 1990)
- Senza via di scampo, in Nick Raider n. 36, Sergio Bonelli Editore (maggio 1991)

#### Martin Mystère
- Il sorriso venuto dal passato, in Martin Mystère n. 101, 102, Sergio Bonelli Editore (agosto 1990-settembre 1990)
- L'ombra della svastica, in Martin Mystère n. 119 Bis, Sergio Bonelli Editore (febbraio 1992)

#### Nero
- Storia di cani, in Nero n. 1, 2, 3, 4, 5, 6, 7, Granata Press (dicembre 1992-luglio 1993)
- Il re, in Nero n. 1, 2, 3, 4, 5, 6, Granata Press (dicembre 1992-giugno 1993)
- K, in Nero n. 9, Granata Press (ottobre 1993)
- La pace, in Nero n. 12, Granata Press (aprile 1994)
- Dizionario ragionato del genere nero, in Nero n. 4, 5, 7, 8, 12, Granata Press (aprile 1993-aprile 1994)
- Lady Madonna, in Nero n. 7, 9, 10, 11, Granata Press (luglio 1993-marzo 1994)
- Zakimort, in Nero n. 10, Granata Press (febbraio 1994)

#### La Bionda
- Il numero uno, in La Bionda n. 1, Granata Press (aprile 1994)
- Due scarpine di raso blu, in La Bionda n. 2, Granata Press (maggio 1994)
- Un nodo da sciogliere, in La Bionda n. 5, Granata Press (agosto 1994)

#### Sette
- I pirati (1998)
- I giocatori (1999)
- Il peso delle armi (1999)
- Il grande dopodomani (1999)

#### Altri
- Il re & il vaso n. 1, 2, Phoenix (maggio 1997-giugno 1997)

## Riconoscimenti
Nel 1999 lo scrittore ha vinto il Premio Bergamo con il romanzo Pericle il Nero.